# Oldenlandia brachyphylla
Oldenlandia brachyphylla är en måreväxtart som beskrevs av Elmer Drew Merrill. Oldenlandia brachyphylla ingår i släktet Oldenlandia och familjen måreväxter. Inga underarter finns listade i Catalogue of Life.